# Maurice Barrymore
Maurice Barrymore, pseudonimo di Herbert Arthur Chamberlayne Blyth (Amritsar, 21 settembre 1847 – Amityville, 26 marzo 1905), è stato un attore teatrale e pugile britannico naturalizzato statunitense.
Nato in India da genitori inglesi, fu il capostipite della famiglia Barrymore, la più nota famiglia di attori di Hollywood, conosciuta comunemente come la famiglia reale di Hollywood.
Dal suo matrimonio con Georgiana Drew nacquero tre figli: Lionel, Ethel e John Barrymore che diventarono internazionalmente celebri. Sua diretta discendente è l'attrice Drew Barrymore.

## Biografia
Herbert Arthur Chamberlayne Blythe nacque in India, nel Punjab, ad Amritsar - città sacra per i Sikh - il 21 settembre 1849, figlio di Matilda Chamberlayne e di William Edward Blythe, un ispettore della Compagnia delle Indie. Herbert aveva un fratello più grande, Will, e una sorella, Evelin. Sua madre, dopo una gravidanza molto difficile, morì poco dopo averlo dato alla luce.
Herbert fu allevato dalla zia Amelia Blythe, sorella di sua madre. Amelia, nata Chamberlayne, si chiamava Blythe perché aveva sposato il fratello di William Edward, il padre di Herbert. Il giovane Herbert venne mandato a studiare in Inghilterra, alla Harrow School, per poi studiare Legge all'Università di Oxford dove diventò capitano della squadra di calcio nel 1868.
Herbert diventò anche un appassionato di pugilato. Fu in quel periodo che si stavano adottando le regole del marchese di Queensberry, ma non era raro assistere ancora a incontri a pugni nudi. Il 21 marzo 1872, Herbert conquistò il campionato dei pesi medi inglese. Anni dopo, molti degli amici di Herbert sarebbero stati dei pugili o lottatori, come William Muldoon, John L. Sullivan, James J. Corbett e un giovane attore, Hobart Bosworth che si incontrò sul quadrato con il figlio di Herbert, Lionel Barrymore.
William Edward Blythe, il padre di Herbert, si aspettava che il figlio diventasse un avvocato. Ma questi, incontrato un gruppo di attori, iniziò a pensare di darsi alla carriera teatrale, scandalizzando il padre. Nel 1872, il giovane Blythe appare in un ritratto fotografico in posa teatrale eseguito dal noto fotografo Oliver Sarony, il fratello maggiore di Napoleon Sarony, altro famoso fotografo dell'epoca.
Per evitare al padre la vergogna di avere in famiglia un attore, Herbert cambiò il suo nome in quello di Maurice Barrymore, anche se il cambio non venne mai ufficializzato legalmente.

### Carriera e matrimonio con Georgiana Drew
Il 29 dicembre 1874, Maurice emigrò negli Stati Uniti, imbarcandosi sulla SS America alla volta di Boston, per raggiungere la troupe di Augustin Daly con cui avrebbe fatto il suo debutto americano in Under the Gaslight.
Nel 1875, esordì anche a Broadway il 14 dicembre in Pique, scritto da Daly, dove lavorò insieme a una giovane attrice, Georgiana Drew che aveva conosciuto qualche tempo prima presentatagli dal fratello, John Drew Jr. Dopo un breve corteggiamento, i due si sposarono il 31 dicembre 1876. Dal matrimonio, nacquero tre figli: Lionel nel 1878, Ethel nel 1879 e John nel 1882. Quando i genitori erano in tournée, i bambini venivano custoditi dalla nonna, Louisa Lane Drew, a Filadelfia.

### L'incidente nel Texas
Il 19 marzo 1879, a Marshall, nel Texas, Barrymore e un suo collega, l'attore Ben Porter, restarono coinvolti in una sparatoria provocata da Jim Currie, un ingegnere della Texas Pacific Railway che uccise Porter. Barrymore venne salvato da un'operazione che durò tutta la notte. Al processo contro Currie, l'uomo - il cui fratello era uno sceriffo della Louisiana - venne assolto dopo una delibera di dieci minuti. Barrymore, furioso, giurò che non avrebbe mai più messo piede nel Texas.
Maurice possedeva un podere a Staten Island dove teneva la sua collezione di animali esotici e dove Lionel e John passarono l'estate del 1896. Dopo la morte di Georgiana il 2 luglio 1893, Barrymore si risposò con Mamie Floyd.
Nella sua carriera, Maurice recitò insieme ad alcune delle più grandi interpreti teatrali di quell'epoca, come Helena Modjeska, Mrs. Fiske, Mrs. Leslie Carter, Olga Nethersole, Lillian Russell e Lily Langtry.

## Spettacoli teatrali
- Pique (Broadway, 14 dicembre 1875)
- A Woman of No Importance (Broadway, 11 dicembre 1893)
- New Blood  (Broadway, 19 settembre 1894)
- The Transgressor (Broadway, 15 ottobre 1894)
- The Heart of Maryland (Broadway, 22 ottobre 1895)
- Roaring Dick & Co. (Broadway, 16 novembre 1896)
- Spiritisme (Broadway, 22 febbraio 1897-marzo 1897)
- A Ward of France (Broadway, 13 dicembre 1897)
- Becky Sharp (Broadway, 12 settembre 1899)